# Knocknacarry
 (juillet 2013).
Si vous disposez d'ouvrages ou d'articles de référence ou si vous connaissez des sites web de qualité traitant du thème abordé ici, merci de compléter l'article en donnant les références utiles à sa vérifiabilité et en les liant à la section « Notes et références ».
Knocknacarry (ou na Cnoc Caraidh en irlandais), est un hameau situé à environ 1,5 kilomètre à l'ouest de Cushendun et à 17 kilomètres au sud-est de Ballycastle, dans le Comté d'Antrim, en Irlande du Nord. Au recensement de 2001, il avait une population de 138 âmes. Elle est située dans le district de Moyle Conseil Domain. 

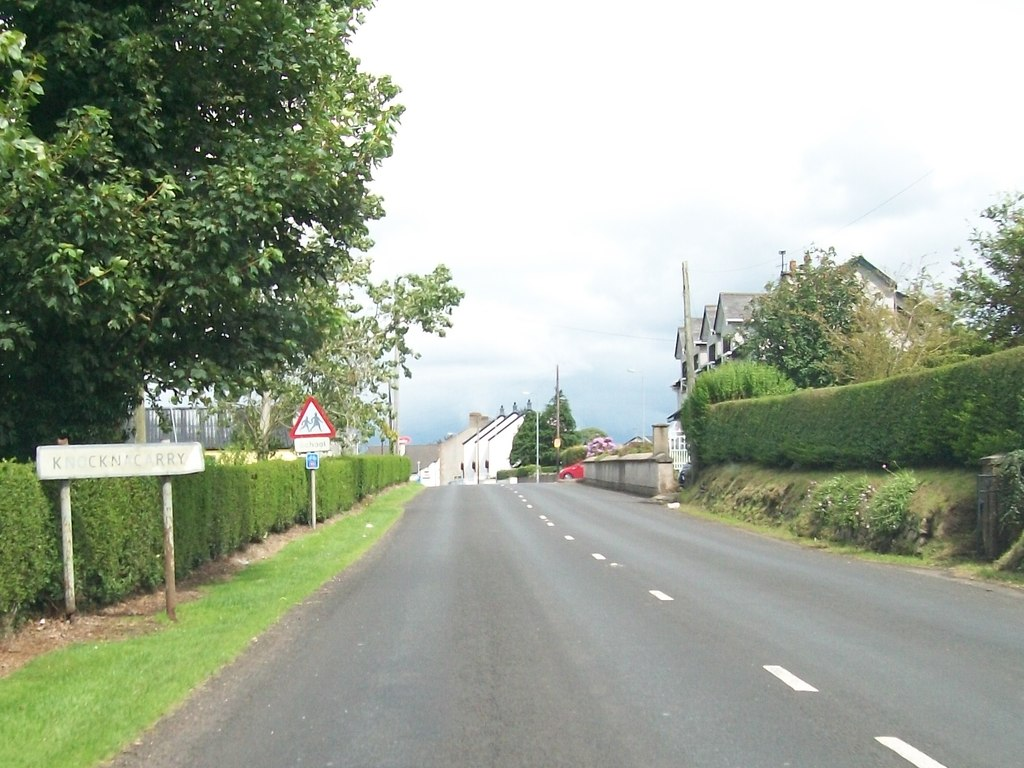
Entrée du village

Knocknacarry se trouve dans la côte d'Antrim et Glens Espace de beauté naturelle exceptionnelle. L'école primaire de St.Ciaran, qui dessert également le village de Cushendun et à l'ensemble du territoire, est situé dans ce hameau.

## Histoire
Traduit du Gaélique, Knocknacarry signifie « colline de Weir », se référant à un barrage détournés de la rivière Dun qui utiliser pour faire fonctionner le moulin à eau à proximité du village.